# Sterling (Nueva York)
Sterling es un pueblo ubicado en el condado de Cayuga en el estado estadounidense de Nueva York. En el año 2000 tenía una población de 3.432 habitantes y una densidad poblacional de 29.0 personas por km².

## Geografía
Sterling se encuentra ubicado en las coordenadas 43°19′20″N 76°39′50″O / 43.32222, -76.66389.

## Demografía
Según la Oficina del Censo en 2000 los ingresos medios por hogar en la localidad eran de $35,061, y los ingresos medios por familia eran $38,125. Los hombres tenían unos ingresos medios de $34,205 frente a los $24,917 para las mujeres. La renta per cápita para la localidad era de $15,912. Alrededor del 11.7% de la población estaban por debajo del umbral de pobreza.